# Ancyla stolli
Ancyla stolli là một loài Hymenoptera trong họ Apidae. Loài này được Friese mô tả khoa học năm 1922.